# Impatiens mendoncae
Impatiens mendoncae är en balsaminväxtart som beskrevs av Georg Martin Schulze. Impatiens mendoncae ingår i släktet balsaminer, och familjen balsaminväxter. Inga underarter finns listade i Catalogue of Life.